# Valleroy-le-Sec
Valleroy-le-Sec è un comune francese di 168 abitanti situato nel dipartimento dei Vosgi nella regione del Grand Est.

## Società

### Evoluzione demografica
Abitanti censiti